# Principis de geologia
Principis de geologia - Principles of Geology (anglès) - és un llibre de geòleg anglès Charles Lyell que fou publicat originàriament en anglès. Aquest llibre defèn que les transformacions a la terra es produïren lentament en períodes molt llargs i que no s'ha mantingut inalterable com es pensava fins aquell moment. Fou publicat entre 1830 i 1833 en diversos volums.
Segons la tesi uniformista, ja formulada per James Hutton, la Terra s'hauria format lentament al llarg d'extensos períodes a partir de les mateixes forces físiques que avui regeixen els fenòmens geològics: erosió, terratrèmols, volcans, inundacions, etc. Aquesta idea s'oposa al catastrofisme, tesi que afirma que la Terra hauria estat modelada per una sèrie de grans catàstrofes en un temps relativament curt.
Principis de geologia influí a Charles Darwin i ha estat utilitzat a la geologia per a determinar que la terra té més de 6.000 anys. El llibre descriu els processos, presents i passats, que han succeït a la terra.

## Dimensions de l'obra
- Actualisme: explicació dels fenòmens passats a partir de les mateixes causes que operen en l'actualitat.
- Uniformisme: els fenòmens geològics passats són uniformes, excloent-se qualsevol fenomen catastròfic.
- Equilibri dinàmic: la història de la Terra es regeix per un cicle constant de creació i destrucció.

## Teoria de l'equilibri dinàmic
Lyell formulà la seva teoria de l'equilibri dinàmic en el context geològic, per després aplicar-la al món de l'orgànic: En la història de la Terra, Lyell distingeix dos processos bàsics de la morfogènesi geològica, dos processos que s'haurien produït periòdicament, compensant l'un a l'altre: els fenòmens aquosos (erosió i sedimentació) i els fenòmens ignis (volcànics i sísmics). Paral·lelament, en la història de la vida, Lyell va suposar que s'havien donat períodes successius d'extinció i creació d'espècies: el moviment aleatori dels continents hauria originat profunds canvis climàtics i moltes espècies, en no poder emigrar o competir amb altres grups biològics, s'haurien extingit, sent substituïdes per altres creades mitjançant lleis naturals.